# Хронология украинского повстанческого движения (1945)
Ниже приведён список событий, связанных с участием Организации украинских националистов, Украинской повстанческой армии и других украинских националистических организаций за 1945 год.

## Январь
- 3 января — в докладной записке начальника спецгруппы отдела по борьбе с бандитизмом УНКВД по Тернопольской области на имя начальника I отдела Главного управления борьбы с бандитизмом НКВД СССР генерал-майора Горшкова сообщалось, что во время операции вблизи села Лесники Бережанского района среди других убит "командующий южной группой УПА "Гордиенко". По мнению Петра Соболя, речь шла об Иване Твердохлебе, командире Чертковского куреня ВО-3 «Лысоня»[1].
- 4 января — нападение неизвестного отряда УПА численностью 250 человек на Глиняны. Бой продолжался около 4 часов, в результате которого националисты отступили. О боевых потерях с обеих сторон ничего не сказано[2].
- 9 января — бой НКВД с сотней УПА куреня «Зубры» в селе Великая Горожанна Львовской области (бой в течение всего дня, прорыв из окружения). По данным УПА уничтожено 304 военнослужащих, сожжены 11 автомашин, лёгкий танк, бронеавтомобиль, при прорыве погибли 30 воинов УПА[3]. Согласно советским данным: НКВД потеряло 4 убитых, ранено — 12, в том числе 1 офицер. Была подбита бронемашина и выведены из строя 2 автомашины. Уповцы также подбили самолёт-наблюдатель По-2. Пилот погиб. Им был заместитель начальника 6-отдельного авиаполка пограничных войск НКВД капитан Максим Агеенков, его ранение и гибель во время выполнения задания подтвердил начальник пограничных войск НКВД Украинского округа генерал-лейтенант Пётр Васильевич Бурмак. УПА по данным НКВД потеряло 204 убитых[4].
- 10 января — политбюро ЦК КП(б)У приняло постановление "Об усилении борьбы с украинскими националистами в западных областях УССР". В постановлении перед НКВД, НКГБ ставились следующие задачи: усилить репрессии, не оставляя без внимания ни один случай "бандпроявлений"; улучшить подготовку чекистско-войсковых мероприятий и их поступательность; в каждом населенном пункте создать отделы самообороны; до 15 февраля произвести в сельской местности учет местных жителей в возрасте от 15 лет; добиться расширения агентурной сети, позволяющей выявить местонахождение "банд", их руководителей и планы. Обкомы партии должны были поднять эффективность агитационно-пропагандистской работы в массах, а также организовать помощь (лесоматериалами, скотом и т.п.) жителям, понесшим ущерб в результате действий "банд украинско-немецких националистов за счет конфискованного у бандитов имущества"[5].
- 12 января — подразделение УПА численностью до 200 бойцов совершило нападение на районный центр пгт. Городницу в Житомирской области, где были сожжены помещения райкома партии, райотделов НКВД и НКГБ. Нападение на Городницу совершила сотня «Черные гайдамаки» под командованием некоего «Карпенко»[6]. Всего во время нападения с советской стороны потери составили 8 убитых и 7 ранено. Потери УПА составили 6 человек. Из камеры предварительного содержания задержанных Городницкого райотдела НКВД уповцы освободили 10 человек, которым выдали оружие и забрали с собой. Из захваченного райотдела НКВД забрали 15 винтовок, 2 ручных пулемёта, 5 автоматов и 500 штук патронов. Также была сожжена вся имеющаяся документация, изъята печатная машинка[7].
- 13 января;
  - отряд УПА из 500 бойцов захватил посёлок Журавно и удерживал его с 3 до 6 часов утра[8].
  - в селе Новосельцы Ходоровского района группа войск НКВД осуществляла "изъятие семей бандеровцев". На обратном пути ее обстреляли из леса пулеметным и автоматным огнем. В ходе перестрелки три бойца получили ранения, а лейтенант госбезопасности Долгих — убит[9].
- 18 января — в Ровенской области части 21 бригады внутренних войск НКВД уничтожили опергруппу Вербского РО НКВД, приняв её за повстанцев. В результате 4 чекиста погибли от «дружественного огня» и 5 были ранены[10].
- 21 января — сотня УПА «Бурлаки» под командованием Ивана Семчишина (Чёрного) совершила нападение на Великий Глубочёк и уничтожила райотделы НКВД, НКГБ и военный комиссариат[11].
- 26 января — у села Яйно в Камень-Каширском районе, 9-я стрелковая рота 169-го полка ВВ НКВД в ходе боя захватила в плен Юрия Стельмащука-«Рыжего» — командира западного ВО «Завихвост», который ещё и болел тифом. Сотня «Воли», сопровождавшая больного Стельмащука, попыталась его отбить, но потеряла 17 повстанцев и вынуждена была отступить. Советы, по собственным данным, потеряли только одного человека во время операции (заместителя командира роты). Считается, что именно допросы Стельмащука помогли советским спецслужбам вычислить и убить командира УПА-Север Дмитрия Клячкивского («Клима Савура»)[12].
- 29 января — на Калущине в селе Средний Бабин в ходе спецоперации опергруппа НКВД под руководством Петра Фурманчака схватила живым бывшего командира УНС Александра Луцкого «Андриенко». Он почти два года на допросах подробно рассказал об истории создания и деятельности УНС, УПА, СБ ОУН[13][14][15]. Луцкого судили, приговорили к смертной казни и расстреляли в Киеве в ноябре 1946 года.
- 30 января — в селе Космач Станиславской области, которое бандеровцы считали своей неформальной «повстанческой столицей», части НКВД силами 31-го, 33-го, 87-го погранотрядов, 5-й пограничной комендатуры и батальона 256-го конвойного полка (всего 500—600 бойцов) под общим командованием полковника Николая Чугунова[16][17]  пытались окружить и разбить курени ВО-4 УПА-Запад: «Гайдамаки» (командир Дмитрий Гах-«Скуба»), «Бешеные» (командир Павел Вацик-«Прут», временно заменивший раненого Василия Андрусяка), и «Гуцульский» (командир Дмитрий Горняткевич-«Кныш»)[18]. Чекисты подошли подошли к селу с трёх направлений. В 8:30 разведка опергруппы 256 полка обнаружила позиции двух сотен неподалеку от сельской церкви. Вскоре бой разгорелся по всему фронту в ширину 13 километров. Самая упорная борьба шла за центр села. В 16:30 повстанцам пришлось отступить к приселку Клифа. Через полтора часа все отряды УПА получили приказ уйти в горы. Чекисты продолжили преследовать повстанческие отделы, прочесывая окрестности. В Космаче осталось 106 бойцов 256 полка под командованием капитана Сафронова и 20 пограничников. По данным НКВД в бою было убито до 100 бандеровцев, на поле боя оставили 20 трупов. Взято в плен 14 националистов. Ранено по показаниям пленных до 250 чел. Потери НКВД составили 6 убитых и 5 раненых[19][20]. УПА по собственным данным, уничтожила 405 военнослужащих[21].
- 30-31 января; 
  - сотня УПА «Ветрогоны» вместе с сотней «Летуна» принимали участие в нападении на районный центр Войнилов с целью освобождения арестованных оуновцев, среди которых был Александр Луцкий-«Андриенко». Во время нападения повстанцы убили 10 сотрудников НКВД, добыли медикаменты и запасы кожи, однако арестованных освободить не удалось[22].
  - отряд УПА в количестве 50 человек совершил нападение на село Корчин Сколевского района. Во время нападения убиты 7 человек, которые неоднократно вызывались в СМЕРШ и лояльно относились к советской власти[23].

## Февраль
- 2 февраля — украинские повстанцы взорвали блок-пост железнодорожной станции Тысменичаны и устой деревянного моста на участке Калуш-Рожнятов, повредили связь[24].
- 2-3 февраля;
  - две сотни из куреня УПА «Серые волки» атаковали Червоноград (ныне не существующее местечко в Тернопольской области). Там укрывалось около 1500 поляков из близлежащих населённых пунктов, поскольку Червоноград защищал истребительный батальон численностью в 100 человек. Бойцы УПА в белой маскировочной одежде вошли в село и начали врываться в дома, где ножами и топорами убивали поялков, после чего поджигали дома и хозяйственные строения. Те, кому удалось убежать, укрылись в местном замке, костёле и Народном доме, где их защищали бойцы ИБ. В результате атаки погибло от 49 до 60 поляков и 7 «истребков». Часть села сгорела. Уповцы потеряли двоих убитыми и четырёх раненых[25].
  - в то же самое время ещё одна сотня куреня «Серые волки» атаковала польское село Устье-Зелёное в Бучацком районе. Тут, как и в Червонограде, также находился истребительный батальон и несколько сотен польских беженцев из соседних польских поселений. Первая атака УПА на Устье Зелёное в ноябре 1944-го была отбита, тогда погибло 7 бойцов ИБ и 7 гражданских. Но к нападению 2 февраля 1945 года бандеровцы подошли серьёзнее, им удалось захватить бойцов ИБ врасплох и значительную часть из них взять в плен, затем их вывели на середину замерзшего Днестра и расстреляли. Всего польские потери в Устье-Зелёном насчитывали насчитывали 133 человека[26].
- 3 февраля — Березовская сотня под командованием Мирослава Симчича ("Кривоноса")[27] устроила засаду на опергруппу 256-го конвойного полка НКВД (85 солдат, передвигались на четырёх Фордах и Виллисе, а также на машине скорой помощи) у села Космач Станиславской области и два часа обстреливала её из стрелкового оружия, миномётов и гранатомётов. Чекисты признали гибель 13 солдат и офицеров, в том числе и командира подполковника Алексея Дергачёва, 23 солдата были ранены. Были повреждены четыре машины[28][29]. На помощь группе Дергачева вскоре подошла опергруппа 31-го погранотряда численностью 250 человек во главе с полковником Чугуновым, которые вынудили уповцев отступить, перебив по собственным до 160 партизан, и взяв в плен 8, при собственным потерях 1 убитого и 9 раненых[30]. Согласно воспоминаниям Мирослава Симчича, в бою под Космачем погибли 386 энкаведистов, а ещё 50 умерли от тяжелых ран в госпиталях Коломыи и Ивано-Франковска, сам же Симчич получил в этом бою ранение: пуля угодила ему в левую руку, перебив кость выше локтя[31].
- 5-6 февраля;
  - вблизи Бережан Тернопольской области состоялось совещание Главного провода ОУН(б) с участием Романа Шухевича, Дмитрия Майивского, Якова Бусела, Дмитрия Грицая, Романа Кравчука, Николая Арсенича, Василия Кука, Петра Дужого. На совещании рассматривались направления развития и укрепления сети бандеровского подполья. Собравшиеся высказались против возвращения Степана Бандеры в Украину, поэтому практическое руководство самостоятельным подпольем оставалось прерогативой Шухевича[32].
  - чортковский курень УПА во главе с Петром Хамчуком-«Быстрым»[укр.] атаковал село Барыш в Бучачском районе. Целью уповцев был разгром гарнизона истребительного батальона, насчитывавшего 100 человек. Бойцы гарнизона ИБ были польской национальности, из них около пятидесяти когда-то были солдатами Армии Крайовой. Барышский ИБ ранее участвовал во многих операциях против УПА на территории всего Бучачского района и даже соседних районов, поэтому представлял реальную угрозу для украинских партизан. Уповцы напали около 22 часов. ИБ оказывал упорное сопротивление, даже пытался контратаковать. Уповцам помогало местное украинское население. Поляки оценили украинские потери в несколько десятков убитых и раненых, польские потери составили более ста убитых[33].
- 10—12 февраля — в ходе спецоперации НКВД был убит командир Дмитрий Клячкивский-«Клим Савур». 10 февраля 1945 в район Оржевских хуторов (5 км восточнее с. Клевань Ровенской области) где, предположительно скрывался командир УПА-Север, было переброшено крупное соединение НКВД. Оно состояло из 20-й и 24-й бригад внутренних войск НКВД. Уже в первый день энкаведисты 10 февраля они обнаружили и разгромили отряд личной охраны Клячкивского под командованием Василия Павлонюка («Узбека»), однако самого  «Клима Савура» найти не удалось. 12 февраля оперативно-войсковая группа Клеванского райотдела НКГБ и 233-го отдельного батальона ВВ НКВД под командованием старшего лейтенанта Хабибулина, прочёсывая лес к северо-востоку от Оржевских хуторов догнала и в перестрелке уничтожила группу из трех повстанцев. Одним из них оказался «Клим Савур». Советы потеряли в бою одного убитого[34].
- 14 февраля — украинские повстанцы совершили нападение на железнодорожную станцию Ланчин, убили оперуполномоченного РО НКГБ из Коломыи и забрали с собой начальника станции Голочана, а также дежурного пострелочника[35].
- 22 февраля — подрывники сотни ВО-4 УПА-Запад «Летуны», которые в районе села Голынь (Калушский район, Станиславская область) подорвали воинский эшелон, перевозивший одну из частей НКВД. Как заверяют сами бандеровцы, при этой диверсии было убито и ранено около 120 советских военных[36].
- 23 февраля — засада отряда УПА на конвой с арестованными в Турковском районе Львовской области (уничтожены 13 бойцов истребительного батальона и 1 милиционер, освобождены арестованные)[37].
- 24 февраля — украинские повстанцы взорвали железнодорожное полотно на перегоне Калуш-Рожнятов, в результате чего пущен под откос топливный поезд. Материальный ущерб оценен в 50 тыс. рублей[38].
- 26-27 февраля — на 93-м километре дороги Львов-Тернополь состоялись пятичасовые украинско-советские переговоры с соблюдением мер предосторожности. Со стороны УПА их вели Яков Бусел и Дмитрий Майивский, со стороны НКГБ — Сергей Даниленко-Карин и Александр Хорошун. Делегаты подполья заявили о готовности отказаться от вооруженной борьбы в обмен на согласие властей легализовать ОУН, а советская сторона предложила подпольщикам почетную капитуляцию и полную амнистию для ее участников. Как и ожидалось, переговоры провалились[39][40].

## Март
- 2—3 марта — бой между подразделениями УПА (одна из сотен куреня «Месники») и пограничными войсками НКВД в районе сёл Мриглоде и Грушка (Томашувский повят, Польша). Закончился поражением повстанцев. Всего со стороны УПА погибло 62 солдат сотни «Месники-II» 37 под Мриглодом и 24 — под Грушкой. Убитые похоронены в урочище Монастырь возле села Верхрата[41]. Потери советов население оценивало — судя по количеству отправленных с места боя — 120 убитыми и 150 ранеными[42]. В бою погиб и командир облавы на уповцев — старший лейтенант Александр Колпащиков. Одновременно, польские войска, держащие тыл на западе одновременную пацификацию в Старой Гуте[укр.] и Верхрате. В первом населённом пункте они убили 11 мирных жителей украинцев и сожгли несколько домов, во втором сожгли 40 домов, убили 8 человек[43].
- 3 марта — отряд Армии Крайовой под командованием Юзефа Бисса (псевдоним «Вацлав») осуществил расправу над украинским населением села Павлокома неподалеку от Ряшева (сейчас Подкарпатское воеводство Польши). Жертвами поляков тогда стали по меньшей мере 366 украинцев, среди которых были и женщины и дети. Атаке 3 марта предшествовали несколько разведывательных рейдов, целью которых было определить уровень обороноспособности села, а также наличие или отсутствие в нем отрядов УПА[44].
- 5 марта — уповцы совершили вооруженное нападение на станцию Тысменичаны, взорвали котел водокачки, уничтожили 6 телефонных аппаратов, нанеся ущерб на сумму 10 тыс. рублей[45].
- 6 марта — сотня УПА под командованием «Бурлаки» вела бой в селе Тисовая[укр.] против поляков, убив около 20 человек (в том числе капитана Войска Польского) и захватив двоих в плен. При этом Щигельский был ранен в ногу, он вернулся в строй через три недели[46].
- 18 марта — в Костопольском районе во время чекистско-военной операции убит куренной "Волк", взят в плен его адъютант Арсен Бенедюк[47].
- 19-22 марта — была проведена чекистско-войсковая операция по ликвидации куреня «Благого» (Алексея Химинца). По данным чекистов было убито 278 и захвачено живыми 97 уповцев. Среди убитых были опознаны: помощник куренного по снабжению "Довбуш", сотенный "Шум", командир охраны полевой жандармерии Станиславского округа ОУН "Бурлак" и сам Химинец, погибший 20 марта в селе Лесовка[48].
- 21 марта — большая группа войск НКВД атаковала сотню УПА под командованием Данилы Свистеля-«Веселого» возле села Струбовиска Подкарпатского воеводства Польши. Советам помогали части Войска Польского и польской коммунистической милиции из села Тисна. После многочасового боя бойцы УПА вынуждены были отступить и чекисты заняли деревню. Многие дома были сожжены. В бою погибли 15 повстанцев. Энкаведисты сожгли деревню и убили 17 местных жителей[49].
- 25-27 марта — партизаны УПА из сотни «Волки» под командованием Марьяна Лукасевича (Ягоды) расстреливают в Крылове[укр.] или уже после того, как завели в лес в районе Долобычева или Угринова, а также недалеко от Лесок Варенских около 30–40 жертв акций в Крылове (поляков), среди которых были милиционеры. Среди убитых был и военный преступник Станислав Басай-«Рысь», известный участник этнических чисток против украинского населения Надсяння и Холмщины[50].
- 27-28 марта — курень УПА «Месники» под командованием Ивана «Зализняка» Шпонтака ликвидировал одновременно все заставы польской народной милиции в 18 сёлах Ярославского и Любачувского повятов, в результате чего было убито 30 милиционеров и 46 гражданских лиц[51]. За успешную операцию Шпонтак получил Серебряный крест боевой заслуги[52].

## Апрель
- 4 апреля — украинские повстанцы напали на пункт спецсвязи на маршруте Ходоров-Новые Стрелища. Вскрыли 34 тайных пакета, забрали с собой фельдегеря Абрамова, стрелка ВОХР и ездового[53].
- 5 апреля — боёвка СБ Калушского окружного провода ОУН совместно с сотней УПА между селами Гуменев и Верхняя совершили нападение на группу советско-партийного актива Войниловского района Станиславской области. В результате 8 человек были убиты, 9 захвачены живыми и позже казнены[54].
- 6 апреля — польские военные из 2-го батальона Корпуса внутренней безопасности и местные милиционеры под предлогом борьбы с УПА убили более 170 мирных украинцев в селе Гораец (Любачевский район, Подкарпатское воеводство)[55].
- 4-5 апреля — ещё одно нападение УПА (сотня «Гайдамаки»[56], командир Владимир Верещинский-«Ясмин») на Большовцы. Убиты 4 сотрудника НКВД. Уничтожены районные учреждения, освобождены арестованные оуновцы из местного РО НКВД. Бойцам УПА помогал местный боец ИБ, вывевший из строя два стационарных пулемёта в военкомате[57].
- 7 апреля;
  - в селе Посеч повстанцы Подкарпатского куреня (командир Павел Вацик-Прут) атаковали подразделения красноармейцев из 64-го и 90-го стрелковых полков, которые занимались сбором продовольственного контингента. По данным УПА уничтожено 60 врагов, погиб один повстанец, взорвавший себя гранатой[58]. Советская сторона признала гибель 16 красноармейцев, 8 были ранены, уничтожены 3 грузовых автомобиля[59]
  - оперативная группа чекистов во главе с начальником отделения по борьбе с бандитизмом Сколевского РО НКВД капитаном Шелестом А. П. и приданной резервной ротой 330-го полка, обнаружила в лесу рядом с селом Ямельница хорошо замаскированный и охраняемый схрон, где располагалась радиостанция УПА «Афродита». Начальник радиостанции полковник «Шпак» и три охранника погибли в бою, один раненый охранник сумел спастись, а радист попал в плен[60].
- 15 апреля — подразделение батальонов хлопских убило 116 жителей украинского происхождения, главным образом женщин и детей в Малкове[61].
- 17 апреля — курень УПА «Месники» в знак мести за бойню в Горайце атаковал польское село Вязивница, в котором располагались функционеры польской прокоммунистической милиции (около 150 человек), «штурмовка» Корпуса Внутренней Безопасности Польши (около 200 человек), подразделение войск НКВД (около 50 человек), а, кроме того, была почти полностью вооружена мужская часть польского населения (близко). Бой длился 5 часов. Всего погиб 91 человек, в том числе 20 женщин и 20 детей. В их число вошли и 4 солдата Войска Польского. УПА сожгла половину села[62]. По словам очевидцев, были убиты 13-17 уповцев[63].
- 20 апреля — в 4 часа утра две сотни УПА — «Ударники 5» и «Ударники 3» под командованием «Хрена» и «Громенко» атаковали село Боровница (Гмина Бирча, Польша). Целью уповцев была застава польской Народной милиции, которой командовал бывший партизан Армии Людовой Ян Котвицкий-«Слепой» и самооборона, по украинским оценкам, насчитывавшая около 80 человек. Группа Котвицкого боролась с украинским подпольем и обвинялась ими в совершении грабежей и убийств украинских мирных жителей[64]. Непосредственным мотивом для нападения была месть за бойню в Павлокоме. Судя по всему, атака на село окончилась неудачей для уповцев: в 6:30 они отступили. Погибли более 60 поляков (в том числе 17 женщин и 9 детей), уповцы потеряли 6 убитых и 1 тяжело раненого и на 5-8 легко раненых[65].
- 21 апреля — вблизи Дынова подписано соглашение между УПА и польским подпольем о прекращении вражды и совместных действиях против коммунистической власти[66].
- 26-28 апреля — сотни УПА: «Галайда-1», «Перебийнис», «Тигры», «Пролом», «Кочевники», и боёвка СБ-ОУН под командованием Дмитрия Купьяка—«Клея» атаковали Радехов — город где советские власти организовали лагерь для политзаключенных, предназначенных для депортации на восток. Повстанцы обстреляли с гранатомётов "Панцерфауст" здание управления НКВД, а также повредили электростанцию, лишив город электроснабжения. Лагерь также разгромили, освободив около двухсот человек и ликвидировав часть охраны. Стычка продолжалась около 2,5 часов. В 3 часа ночи повстанцы отступили. Потери советских войск по данным УПА составили более двадцати человек убитыми, а со стороны партизан было только пять легко раненых[67]. Советские власти признали потерю 1 силовика и 4 раненых, был убит директор спиртзавода. Бойцы УПА уничтожили два трактора и грузовик. При отступлении они бросили миномет[68]. После отступления из города, повстанческие отряды окопались на горе между селами Тышица и Воля Радвенская. 28 апреля советы привели подкрепление и большими силами 2-го пограничного отряда НКВД попытались окружить позиции уповцев. В течение 10 часов повстанцы отражали все атаки, а когда стемнело, сильным ударом прорвали окружение и перешли в леса. По данным УПА, в бою советские войска потеряли 200 человек убитыми и сто ранеными[69].

## Май
- 1 мая — на участке Сарны-Клесов партизанами был взорван поезд. Погибли 27 красноармейцев, в том числе три майора и один полковник[70][71].
- 10 мая — на участке Ковель–Поворск, на мину, установленную диверсионной группой бригады УПА «Независимая Украина» наехал бронепоезд. Взрыв мины уничтожил паровоз[71].
- 13 мая — засада окружной боёвки СБ-Дрогобыч на совпартработников (37 человек) на шоссе между сёлами Билычи и Стрельбичи Старо-Самборского района Дрогобычской области, (уничтожены 25, в том числе первый секретарь райкома КП(б)У Нудьга В. К., заведующий отделом пропаганды райкома КП(б)У Орёл И. И., заведующая паракбинетом райкома КП(б)У Степаненко В. А., женорг Райкома КП(б)У Шоульская В. Ф., заведующая сектором учёта кадров райисполкома Дрижерук Т. С., заведующий райсобесом Романцов М. Т., районный прокурор Степанов П. Л., поморник оперуполномоченного райотдела НКВД Сосновцев В. Г., оперуполномоченный райотдела НКВД Авдеев М. П., участковый уполномоченный райотдела НКВД Залимский П. О., оперуполномоченный райотдела НКВД Лукин М. Ф., участковый уполномоченный райотдела НКВД Дубровский Н. К., уполномоченный ОББ райотдела НКВД Рассадин А. П., участковый уполномоченный райотдела НКВД Кириченко Д. И., сын начальника райотдела НКВД Зуев В. В., вахтёр райотдела НКВД Бохан Н. И., лейтенант райвоенкомата Дудукало Ф. И., делопроизводитель райвоенкомата Волох Н. А. сержант райвоенкомата Хмыз Е. И., литработник редакции райгазеты Рябова Т. И., учительницы Кужель Т. И. и Вовянко ТС., директор маслозавода Коновалов П.Н, кучер райфинотдела Пекур В. И., кучер райпрокуратуры Кит Ф. П.)[72].
- 18 мая — подразделения УПА напали на села Радков, Ляховцы, Риплин и Посадов (Томашевский район, Польша) и сожгли большинство домов, погибло около 60 поляков[73].
- 21 мая — состоялась встреча между представителями украинского и польского подпольных движений в польском селе Руда Ружанецкая (Любачевский район, Подкарпатское воеводство). С украинской стороны её участниками были местные руководители подполья Николай Винничук–«Корнейчук» и Сергей Маритинюк–«Граб», а также делегированный высшим руководством украинского освободительного движения подполковник УПА Юрий Лопатинский–«Калина». В составе польской делегации было восемь человек, среди них руководители местного подполья Марьян Голембевский-"Штер" и Станислав Ксенджек-"Вырва". В результате этой встречи было подписано соглашение о сотрудничестве между УПА и АК, объединённых общим врагом в лице сталинского тоталитарного режима[74].
- 22 мая — на территории Ровенской области проведено 13 чекистско-военных операций, в результате которых убиты 16 и ранены 23 "бандита"[75].
- 24 мая — в Жабьевском районе Станиславщины в течение одного дня в советские органы явилось с повинной 86 повстанцев, сдавших 4 пулемета, 19 винтовок, 4000 патронов[76].
- 27 мая — подразделения УПА и АК-WiN провели специальную акцию[укр.] в селах Варяж и Хоробров. Целью была ликвидация участков милиции которые донимали повстанцев и местное украинское население. Польское подполье подготовило для УПА список местных активистов ППР. На основе этого списка украинские повстанцы прочёсывали дома ища людей из списков, и расстреливали их. Всего было ликвидировано 15 коммунистических деятелей[77].  Во время операции обстрелами из местного костела св. Марка один уповец был убит, и ещё один один ранен. Несмотря на то, что стреляли спрятавшиеся милиционеры, УПА не обстреливала костел. Оба отделения милиции были уничтожены пуском «торпед» — снарядов к немецким реактивным минометам «Nebelwerfer 41». В Варяже из милицейского отделения были освобождены 20 украинцев. Повстанцы взяли плен двух милиционеров. После допроса они были расстреляны в лесу близ Радкова[78].

## Июнь
- 4 июня — в селе Девятники Львовской области в ходе "военно-чекистских" операций обнаружен схрон, где находилось 8 повстанцев. Применив газ, силовики в бессознательном состоянии захватили семерых. Погиб начальник отдела выучки краевого военного штаба УПА Михаил Медведь (Карпович)[79].
- 6 июня — подразделения NSZ под командованием капитана Мечислава Паздерского-«Шары» убили 194 украинских жителей, в том числе 65 детей в селе Верховины в Красноставском районе и ограбили их имущество. По мнению Гжегожа Мотыки, главной мотивацией бойни была попытка сорвать перемирие между Армией Крайовой и УПА в Люблинском воеводстве, заключенное в апреле[80]. Убив все население села, группировка Паздерского в сторону Сельца. За ними был выслан из Холма 60-личный отряд из служащих Министерства общественной безопасности, милиционеров, курсантов школы артиллерии Войска Польского, которые попали в засаду. Живых сотрудников МГБ, милиционеров убили, курсантами пополнили ряды[81].
- 8 июня — около 2 часов ночи УПА нанесла удар по селу Белый Поток. Целью был разгром гарнизона истребительного батальона, насчитывавшего 16 человек. Бойцы гарнизона ИБ были польской национальности. После не продолжительного бою они сдались. Сгорело более 60 зданий. Погибло 2 поляка[33].
- 19 июля — в селе Клещивна Рогатинского района Ивано-Франковской области в бою со спецгруппой НКВД погиб майор УПА Василий Брылевский («Боровый», начальник штаба УПА-Запад)[82].
- 22 июня — самолет У-2 совершил вынужденную посадку вблизи Войнилова. До прибытия помощи самолет был сожжен уповцами (экипаж, вероятно, выжил). Финансовые потери оценивались в 17 тысяч рублей[83].
- 24 июня — на территории Львовской области появилась летучка ОУН и УПА с текстом обращения "Свобода вероисповедания в СССР", в которой раскрывается направление и характер антиунийной акции сталинского режима, рассказывается о бесчинствах власти в отношении Греко-католической церкви, репрессии в отношении духовенства и архиереев[84].

## Июль
- 17 июля — засада четы УПА-Запад на конвой НКВД с пленными оуновцами возле села Олешов Тлумачского района Станиславской области (уничтожены 16 военнослужащих, освобождены арестованные)[85].
- 25 июля — 10 сентября — пропагандистский рейд куреня УПА-Запад «Подкарпатский» (командир Павел Вацик-«Прут») в составе сотен Николая Коржа-«Сокола», «Бури», Владимира Гошки-«Мирона» под общим командованием командира ТО-24 ВО-4 Ярослава Витовского-«Андриенко» по Словакии (общий сбор в Самборском районе 25 июля и переход польско-советской границы, сбор возле села Лопянка на Лемковщине 8 августа, переход польско-словацкой границы 22 августа; маршрут Сухое-Велькроп-Вареховце-Рецейов-Сарада-Якушевце-Миковце-Мразовце-Пинковце-Грабовцы-Диапаловце, столкновение с пограничной заставой на переправе через реку Ондава 29 августа, маршрут Пряшевские леса — села Червеница, Гувиз, Лисечок, река Териса, рейд через Пряшевский, Сабановский, Бардиевский, Стрпковский, Снинский, Гуменский уезды Словакии[86].

## Август
- 4 августа — в селе Шишковцы группа повстанцев, одетая в красноармейскую форму, разбила два трактора, сожгли молотилку и уничтожила документы в сельском совете[87].
- 14 августа — группа повстанцев сожгла 8 копн хлеба и молотилку в колхозе им. Сталина возле Скалы-Подольской[87].
- 24 августа — в селе Жуков 8 повстанцев совершили нападениея прокурора Бережанского района Саглицкого и заместителя директора местной МТС Опанасенко. Саглицкий погиб от взрыва гранаты[87].
- 27 августа — сотня «Серые» под командованием Михаила Коржака (псевдо Сапёр) вместе с двумя сотнями («Железные» и «Звери») куреня «Смертоносцы» вели бой со спецотделом ОББ (отдел борьбы с бандитизмом) в Кинчацком лесу. Враг по данным УПА потерял 80 убитыми[88].

## Сентябрь
- 1 сентября;
  - в Золочевском районе повстанческая боёвка совершила нападение на с. Жалеево (наверное Залесье), в котором находился гарнизон из 16 бойцов[89].
  - на село Клинки (Рокитнянский район, Ровенская область) напали отряды УПА "Серомаза", "Павленко", "Велеса" общим количеством 200 человек. В ходе боя убит участковый уполномоченный райотдел НКВД, 8 бойцов ИБ, 20 уведены в лес[89].
- 2 сентября — курень УПА "Месники" под командованием Ивана Шпонтака (Зализняка) попытался перейти советско-польскую границу в Рава-Русском районе, но был остановлен огнем пограничных частей. После радиосообщения пограничники также выставили заслоны в Магеровском и Яворовском районах. В результате преследования и окружения курень по советским данным потерял 58 убитыми и 4 ранеными, чекисты также отчитались о гибели "Зализняка", но он выжил. Потери советской стороны составляли 3 убитыми и 4 ранеными[90].
- 4 сентября — в селе Сморжов повстанцы увели в лес председателя сельсовета Кучинского. Продержав пленника до вечера, повстанцы отпустили его, предупредив, что если он будет продолжать хлебозаготовки, его ждет смерть[89].
- 10 сентября — в Рокитновском районе Ровенской области возле села Буты (наверное Буда) совершено нападение из засады на группу партийно-советского актива и группу бойцов. В результате столкновения убиты три бойца ИБ и уполномоченный райкома КП(б)У по хлебозаготовке Силенко[91].
- 11-12 сентября — уповцы ворвались в здание райотдела НКВД в Клесове. Они убили участкового уполномоченного НКВД, ранили двух бойцов ИБ, забрали семнадцать винтовок и скрылись[92].
- 12 сентября — неизвестная повстанческая группа ночью напала на железнодорожные станции Речица, Олеховцы, Гае-Вижня в Дрогобычском районе, уничтожили телефонную связь на линиях и телеграфно-телефонную аппаратуру[93].
- 13 сентября — нападение боевки УПА-Запад на группу самоохраны в селе Мшанец Будановского района Тернопольской области (захвачен в плен уполномоченный райотдела НКВД Колос, обезоруженная охрана, сожженная совхозная молотилка)[94].
- 15 сентября;
  - в бою с подразделением внутренних войск НКВД в селе Бышки Козивского района Тернопольской области погиб Яков Бусел («Галина»), начальник политвоспитательного отдела Главного штаба УПА[39][40].
  - сотня УПА «Месники-3» (командир Теодор Булас-«Балай») разгромила железнодорожную станцию и переселенческую комиссию в городе Олешице. Убито 8 или 9 солдат Войска Польского. В тот же день эта же сотня совместно с сотней «Месники-1» проделала то же самое в Новой Гребле. Убито 17 солдат 3-й пехотной Дивизии ВП. 7 взято в плен, вскоре все были отпущены[95][96].
- 17 сентября — в селе Жнятин на Люблинщине во время штурма схрона погиб командир куреня УПА "Волки" майор Марьян Лукасевич («Ягода»)[97].
- 23 сентября — засада УПА-Запад на шоссе в 15 километрах от областного центра Станислав (тяжело ранен и умер 24 сентября заместитель начальника политотдела 38-й армии РККА полковник Голубев, легко ранены подполковники Харциев и Селихов)[98].
- 25 сентября — между станциями Клесов и Томашгород Ковельской железной дороги уповцами было заминировано полотно, но мина взорвалась после того, как поезд прошел[36].
- 28 сентября — партизаны напали на аэродром Золочева. Один самолет был сожжен, убит унтер-офицер[99].
- 29 сентября — подразделения УПА атаковали нефтепромысел в селе Репное. Солдаты дислоцированного там 341-го полка ВВ НКВД особого сопротивления не оказывали, а командир подчиненными не руководил, и поддался панике. Уповцы без проблем подожгли 6 нефтевышек и отступили[100].
- 30 сентября — с помощью мины, установленной партизанами, сошёл с рельсов бронепоезд между станциями Клесов и Томашгород. В тот же день, но между Стрыем и Станиславом, уповцы пустили под откос товарный состав с горючим. Сгорели восемь цистерн с их содержанием. Два вагона и два паровоза сошли с рельсов. Погибли 9 железнодорожников[101].

## Октябрь
- 1-2 октября — нападение боёвки ОУН (10-12 человек) на Будановский райотдел НКВД Тернопольской области. Обезоружены 2 офицера и 1 боец истребительного батальона, выпущены 6 арестованных[102].
- 5 октября — вечером ворвавшись на железнодорожную станцию Сокаля, националисты сожгли находившиеся на станции 30 вагонов и другие объекты[36].
- 10-11 октября — повстанческое подразделение численностью в 35 человек под командование "Орлика" атаковало пограничную заставу НКВД №14 вблизи хутора Теребино в Радеховском районе. Несколько пограничников получили ранения[103].
- 11 октября — украинские повстанческие подразделения, противодействуя акции переселения, подожгли села Черничин[укр.], Черничинек, Теребинь, Теребинец[укр.], Масломичи, Метелин в Грубешовском районе[104].
- 21—22 октября — первая атака УПА (курени «Рена» и «Прута», сотня «Громенко») на город Бирча (Подкарпатское воеводство, Польша). Целью атаки было выбить оттуда гарнизоны Войска польского и ликвидировать переселенческую комиссию. В результате атаки погибли 17 солдат польской армии и 12 мирных жителей в частности, три женщины и ребёнок. 11 жилых домов, армейских казарм и лесопилка были сожжены[105]. Потери УПА составили 4 убитых и 6 раненых.
- 31 октября — нападение сотен ТО-22 «Черный лес» ВО-4 УПА-Запад (командир Василий Андрусяк-«Резун») на областной центр Станислав. Налету предшествовал миномётный обстрел центра города, вызвавший панику. Затем в город вошли около 400 повстанцев. Группы атаковали заранее указанные цели — отдел НКВД, обком партии, военкомат, аптеки, магазины, склады, квартиры партактива и квартиры сотрудников госбезопасности. Отступили они организованно, взяв в плен до полусотни человек (партийцев и энкаведистов) и захватив завидные трофеи[106][107].

## Ноябрь
- 1 ноября — нападение неизвестного отряда УПА на райцентр Коршев (Станиславская область). В ходе атаки партизаны атаковали местный РО НКВД, где освободили пятеро (по другой версии — четырнадцать) арестованных из КПЗ. Также они убили директора и бухгалтера МТС, сожгли конюшню и базу райпотребсоюза. В последнем здании партизаны добыли сорок литров водки, 78 метров ткани, шесть центнеров муки, 360 кг крупы, около двухсот центнеров кондитерских изделий, запас мыла и других товаров[108][109].
- 4 ноября — на перегоне Марковцы-Отыния участка железной дороге Коломыя-Станислав пассажирский поезд № 60 наехал на заминированный бандеровцами путь. Два вагона были разбиты, 3 вагона и паровоз сошли с рельс. Имелись человеческие жертвы — убито 2 и ранено 6 военнослужащих[108].
- 12 ноября — главнокомандующий УПА Роман Шухевич подписал инструкцию Краевого провода ОУН надрайонным проводникам, в которой, кроме прочих, рассматривался кадровый вопрос. В документе отмечается необходимость сближения тогдашних функционеров ОУН с теми, кто имел еще довоенный опыт; повышении роли политвоспитателей. Относительно общей массы населения отмечалось, что она "только национально сознательная, а не революционная... Мы не смеем допустить того, чтобы в борьбе участвовал только революционный актив, потому что тогда масса остается без ведущего элемента и не будет способна закончить борьбу". Особое внимание обращалось на подрастающее поколение. Чтобы воспитать его в национальном и религиозном духе, ставилась задача всеми средствами вырывать его из-под влияния большевистского агитпропа, комсомольских и пионерских организаций. В плане подготовки к зиме указывалось на важность закрепления за каждым командиром определенного количества отделов УПА, организации пунктов связи, создания спецбоевок вблизи каждого районного центра для выполнения диверсионно-террористических акций, овладение городами, создание препятствий для советских хозяйственных органов по лесозаготовкам[110].
- 13 ноября — уповцы (сотня «Серые волки»[111], командир Пётр Хамчук-«Быстрый») совершили налет на село Пробежная. Этот день был ярмарочным. Переодетые повстанцы с крестьянами проникли в деревню. Подробно провели разведку и наметили план действий. К вечеру в Пробежную вошла ещё одна группа переодетых воинов УПА. Они оцепили помещение РО НКВД, райвоенкомата, квартиру начальника РО НКВД и ударили из автоматов и пулемётов. Заблаговременно подготовленная операция была удачной. Из КПЗ воины УПА освободили шестерых арестованных, дом РО НКВД подожгли и забросали гранатами и отошли на место постоя. Были также сожжены почтовое отделение и дом культуры. Во время боя по советским данным НКВД потеряло 4 убитыми и 5 ранеными. Помимо сотрудников органов госбезопасности СССР, погиб председатель сельсовета Сикора, лейтенант РККА и семья начальника финчасти РО НКВД из четырёх человек[112]. По данным УПА со стороны «большевиков» было 156 убитых и 6 раненых. По советским данным, партизаны потеряли одного убитого и двоих тяжело ранеными, которые впоследствии скончались. В ответ на нападение НКВД арестовали 34 человека, которые считались членами «семей бандитов», а также девять семей «сообщников бандитов»[113].
- 22 ноября — сотня «Месники-2» уничтожила железнодорожный мост в Сурохуве. Повстанцами использовалась снаряды миномёта «Nebelwerfer 42». Поскольку транспортировка многоствольных тяжёлых миномётов в лесных условиях была невозможной, то для использования реактивных снарядов повстанцами, была изготовлена специальная одноствольная переносная пусковая установка, так называемый «торпедник», который имел длину около двух метров и весил 80-120 килограммов. После последовал трёхчасовой бой, в котором погибло 8 польских солдат и 3 бойца УПА[114].
- 25 ноября — нападение сотни УПА имени Колодзинского (командир Михаил Москалюк-«Спартан»[укр.]) на райцентр Отыния в Станиславской области. Была захвачена железнодорожная станция и атакован военкомат, где убили начальника. После подкрепления в виде бронепоезда из Коломыи, УПА отошла. Партизаны потеряли 4 убитыми и 2-х ранеными[115]. НКВД по данным УПА потеряло 84 человека[116].
- 29 ноября — второе нападение УПА (сотня «Бурлаки») на Бирчу (Подкарпатское воеводство, Польша). Город перед атакой обстреляли из миномётов и пулемётов. После пятичасового боя, УПА отступила. Атака была фиктивной; на самом деле, повстанцы совершили отвлекающий манёвр с целью сжечь несколько окрестных сёл. Во время атаки 6 польских солдат были разоружены и взяты в плен бойцами УПА, но вскоре освобождены и возвращены в гарнизон. Боевые потери при атаке составили: убитыми 3 солдата Войска Польского, в том числе 2 офицера. Потери уповцев установить не удалось, по словам польских историков Эдмунда Гинальского и Евгениуша Высокинского, было убито 8 человек, в сообщениях УПА упоминается несколько раненых, один из которых позже скончался[117][118].

## Декабрь
- 5 декабря — внутренний раскол в СБ краевого провода ОУН(б) на Северо-Западных украинских землях (ПЗУЗ).  Референт СБ УПА-Север Степан Янишевский (Далёкий) создал альтернативный краевой провод ОУН(б) «Одесса». По разным данным, он имел в подчинении примерно 130—200 подпольщиков (на сегодняшний день их точное количество историками еще не установлено). Они основывались на значительной части Ровенской и Житомирской областей, а также распространяли свою деятельность на соседние территории[119].
- 10 декабря — вблизи села Новая Скварява опергруппа Жолковского РО НКВД вместе с подразделением ВВ НКВД провели операцию в результате которой обнаружена оуновская типография. Три подпольщика, находившиеся в схроне, где содержалась типография, взорвали себя гранатами. В хранилище обнаружен один множительный аппарат, стеклограф, шрифты, много лозунгов и плакатов, две печатные машинки, документы[120].
- 11 декабря — сотня УПА под командованием «Бурлаки» предприняла попытку освободить немецких военнопленных из лагеря в Негрибке[укр.] близ Перемышля. Щигельский хотел за счет бывших солдат вермахта усилить собственный отряд. Акция закончилась неудачей, в основном из-за отказа пленников покинуть лагерь[121].
- 17 декабря — в селе Гурбы в Здолбуновском районе опергруппа Мизочского РО НКВД и подразделения 446 полка ВР НКВД под командованием капитана Воронкова в ходе спецоперации убили и.о. командира УПА-Юг Семёна Котика (Докс)[укр.][122].
- 19 декабря — во время перехода чехословацко-немецкой границы захвачен чешскими пограничниками майор УПА Дмитрий Грицай («Перебейнос»), начальник главного штаба УПА. Покончил с собой в Пражской тюрьме 22 декабря 1945 г. Бывший вместе с ним Дмитрий Майивский («Тарас»), заместитель руководителя Бюро Провода ОУН и политический референт Бюро Провода, застрелился при аресте[123].
- 27 декабря — бой куреня «Сивуля» с НКВД на горе Клима возле села Пороги. Потери повстанцев — 6 убитых[124].